# Ланча Вояджър
Ланча Вояджър е автомобил, плод между сътрудничеството на двата автомобилни гиганта Фиат и Крайслер.

## История
След като пред 2009 на автомобилното изложение във Женева става ясно, че автомобилните производители Ланча и Крайслер ще продават общи модели, но в различни части от Европа, става ясно, че бъдещият миниван на Ланча ще е на базата на американски Крайслер Таун енд Кънтри и Додж Караван. Ланча Вояджър е представена официално на амтомобилното изложение в Женева през 2011.

## Дизайн
Леки козметични промени се забелязват при италианския модел. Ланча Вояджър се отличава по типичната за Ланча предна решетка. Габаритите и формата са напълно заимствани от американския модел.

## Технически характеристики
Автомобилът може за бъде с 3,6 Пентастар двигател от Крайслер или 2р8 Турбодизел двигател.

## Версии на амтомобила
- Ланча Вояджър Платинум
- Ланча Вояджър Силвър
- Ланча Вояджър Голд

## Ланча Вояджър Ес
Ексклузивната версия е представена през 2014 година.

## Производство
Въпреки множеството критики автомобилът може да се каже, че е най-добре продавания автомобил на Ланча, който е базиран на Крайслер. До 2014 са продадени около 30 000 в Европа. Автомобилът е добре продаван в Италия, Австрия, Франция и Португалия.